# Маріка зелена

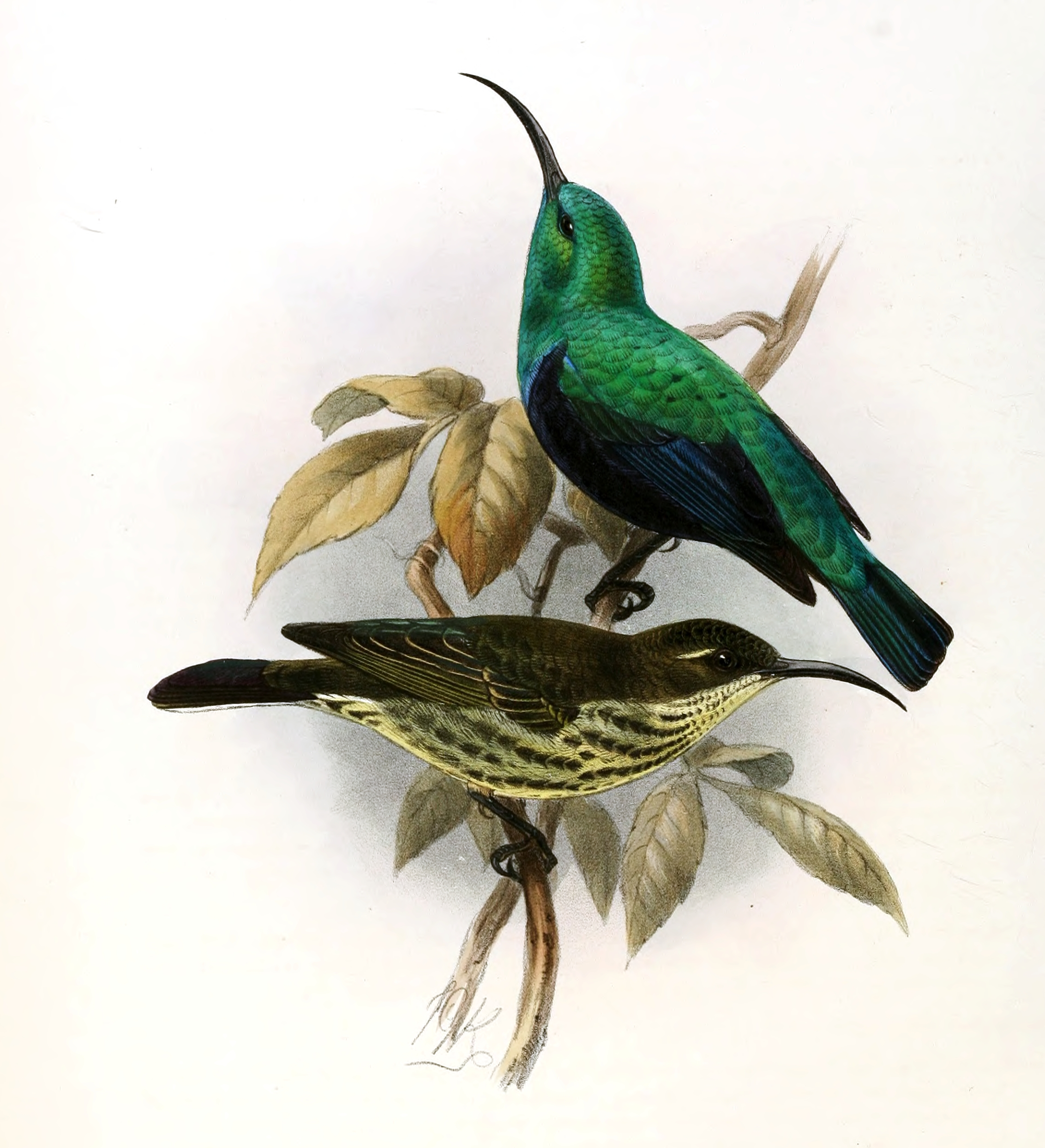
Зелені маріки

Ма́ріка зелена (Cinnyris notatus) — вид горобцеподібних птахів родини нектаркових (Nectariniidae). Мешкає на Мадагаскарі та на Коморських Островах.

## Підвиди
Виділяють три підвиди:
- C. n. notatus (Müller, PLS, 1776) — Мадагаскар;
- C. n. moebii Reichenow, 1887 — острів Великий Комор;
- C. n. voeltzkowi Reichenow, 1905 — острів Мохелі.

Деякі дослідники виділяють підвид C. n. moebii у окремий вид Cinnyris moebii.

## Поширення і екологія
Зелені маріки живуть у вологих і сухих тропічних лісах, мангрових лісах і садах.